# Cagnano Varano
Cagnano Varano (localmente chiamato anche solo Cagnano) è un comune italiano di 6 529 abitanti della provincia di Foggia in Puglia.
Fa parte del parco nazionale del Gargano.
Posta in posizione dominante rispetto al lago di Varano, secondo alcuni storici potrebbe coincidere con l'antico abitato di Uria.

## Geografia fisica
Cagnano Varano si trova nella parte settentrionale del Gargano in posizione dominante rispetto al vicino Lago di Varano, che lo separa dal Mare Adriatico.

### Territorio

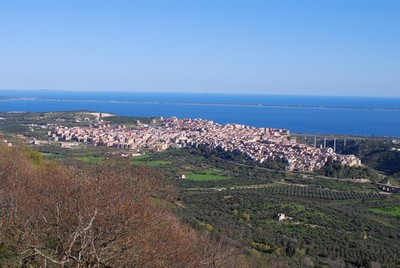
Contrada Chianca e Lago di Varano

Il territorio di Cagnano Varano, molto variegato, si estende dal mare verso l'interno del Promontorio del Gargano.
Classificato come collina litoranea, presenta una variazione altimetrica di 913 metri, mentre l'abitato si trova a un'altitudine di 165 m s.l.m..
Il paesaggio si presenta brullo e sassoso nella parte superiore; caratterizzato da dune coperte da bosco fitto (costituito prevalentemente da pini d'Aleppo, eucalipti e lentischi), verso il mare e il lago.
A nord del territorio comunale si estende un istmo sabbioso che divide le acque del mare Adriatico da quelle del lago, noto come Isola di Varano, lungo circa 10 km tra la foce di Capojale e Foce Varano e largo in media 800 metri con un'altitudine massima di 5m s.l.m. La parte occidentale (circa 5 km) appartiene al territorio di Cagnano, la parte orientale al territorio di Ischitella. Su tale istmo sono situate la maggior parte delle strutture ricettive e degli stabilimenti balneari di Cagnano.

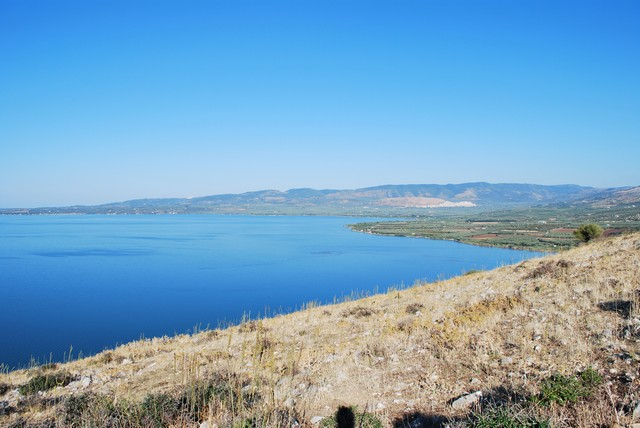
Località Castaddara, sponda meridionale del Lago di Varano

A ovest, il territorio si presenta simile alla parte orientale. L'altitudine massima è di 258 m presso il Monte d'Elio, mentre la minima (coincidente con un'area pianeggiante) è di poche decine di metri s.l.m. in località San Nicola Varano, a ovest del Lago di Varano.
A est, il territorio di Cagnano è caratterizzato da varie alture che degradano verso il Poggio la Marrella e le Coppe fino ad arrivare alla piana di Cagnano e alla piana di Carpino (Italia), unica parte pianeggiante del territorio e confinante con il lato sud orientale del lago.
A sud la morfologia del territorio si presenta quasi montuosa. Qui si trova il punto più alto del comune: Coppa Ferrata, a sua volta cima del monte Lo Sfrizzo.
Più a nord si sviluppa un altopiano (450 m s.l.m.) attraversato dalla valle di San Giovanni. A nord di tale altopiano si sviluppa un'ulteriore dorsale, collinare, che circonda la parte meridionale del Lago di Varano, con punte di 600 m s.l.m. nei pressi delle alture denominate Murgia Bianca, Nido di Corvo, Monte Pizzuto e Monte Tudisco.
La struttura rocciosa è quella calcarea e, di conseguenza, la fenomenologia più ricorrente è quella del carsismo. Il modellamento dei rilievi, quindi, risulta essere frutto sia degli agenti atmosferici che dalle caratteristiche chimiche delle rocce carbonatiche.
A causa del carsismo sono ricorrenti canaloni, inghiottitoi (localmente chiamati grave), grotte, cave e depressioni creati dalla circolazione sotterranea dell'acqua che penetra attraverso la struttura porosa della rocce.
Delle numerose grotte e cave, solo alcune risultano inserite nel catasto delle grotte pugliesi: la più nota è la grotta di San Michele, da secoli adibita a luogo di culto.

#### Spiagge
La spiaggia dell'Isola di Varano si estende sul tratto costiero dell'istmo per oltre 10 chilometri da Capojale fino a Foce Varano, frazione del comune di Ischitella, per una larghezza media di 60 metri.
L'arenile, costituito da sabbia fine, è quasi interamente spiaggia libera, mentre nell'entroterra sono presenti strutture ricettive a poca distanza dal mare.
In questa spiaggia, l'11 dicembre 2009, si spiaggiarono sette capodogli.

### Sismicità
L'intero territorio comunale di Cagnano Varano è parte integrante del distretto sismico del Gargano.
- Classificazione sismica: zona 2 (sismicità media)[12]

### Clima
Il mese più freddo è gennaio (3 °C di media) e il più caldo è luglio (32°).
Dal punto di vista legislativo il comune di Cagnano Varano ricade nella Fascia Climatica C in quanto i gradi giorno sono 1353, dunque limite massimo consentito per l'accensione dei riscaldamenti è di 10 ore giornaliere dal 15 novembre al 31 marzo.
- Classificazione climatica: zona C, 1353 GG[13]

| Cagnano Varano Dati dal 1973 ad oggi, opportunamente desunti dai dati della stazione meteorologica di Amendola | Mesi | Mesi | Mesi | Mesi | Mesi | Mesi | Mesi | Mesi | Mesi | Mesi | Mesi | Mesi | Stagioni | Stagioni | Stagioni | Stagioni | Anno |
| Cagnano Varano Dati dal 1973 ad oggi, opportunamente desunti dai dati della stazione meteorologica di Amendola | Gen  | Feb  | Mar  | Apr  | Mag  | Giu  | Lug  | Ago  | Set  | Ott  | Nov  | Dic  | Inv      | Pri      | Est      | Aut      | Anno |
| --- | ---- | ---- | ---- | ---- | ---- | ---- | ---- | ---- | ---- | ---- | ---- | ---- | -------- | -------- | -------- | -------- | ---- |
| T. max. media (°C)                                                                                             | 12   | 13   | 15   | 19   | 24   | 28   | 32   | 31   | 28   | 22   | 17   | 13   | 12,7     | 19,3     | 30,3     | 22,3     | 21,2 |
| T. media (°C)                                                                                                  | 8    | 8    | 10   | 13   | 18   | 22   | 25   | 24   | 22   | 17   | 12   | 9    | 8,3      | 13,7     | 23,7     | 17       | 15,7 |
| T. min. media (°C)                                                                                             | 3    | 3    | 5    | 7    | 11   | 15   | 18   | 18   | 15   | 11   | 7    | 4    | 3,3      | 7,7      | 17       | 11       | 9,8  |
| Precipitazioni (mm)                                                                                            | 42   | 41   | 43   | 36   | 37   | 36   | 26   | 27   | 46   | 53   | 53   | 57   | 140      | 116      | 89       | 152      | 497  |
| Umidità relativa media (%)                                                                                     | 80   | 77   | 74   | 71   | 69   | 65   | 61   | 64   | 68   | 74   | 79   | 81   | 79,3     | 71,3     | 63,3     | 73,7     | 71,9 |
| Eliofania assoluta (ore al giorno)                                                                             | 4    | 5    | 5    | 7    | 8    | 9    | 11   | 10   | 8    | 6    | 5    | 4    | 4,3      | 6,7      | 10       | 6,3      | 6,8  |

## Origini del nome
Le fonti riportano come prima denominazione di Cagnano Varano quella di Canianum intorno al XII secolo.
Parte degli studiosi fa risalire il nome alla denominazione di una gens latina: la gens cania; secondo altri dal latino Canius con il suffisso anus, ad indicare il vicino Lago di Varano.
Secondo altri ancora, il nome della comune deriverebbe, da Ca-Iani, casa di Giano, il più venerato fra gli dei pagani del promontorio
Nel 1862, dopo l'unificazione del Regno d'Italia, il consiglio comunale deliberò di aggiungere a Cagnano il toponimo Varano, in memoria della primitiva città prima collocata vicino al lago omonimo, da cui sarebbero provenuti i primi abitanti del paese, affinché non si confondesse con altri comuni d’Italia omonimi.
Il nome della città è anche presente nelle storiche cartine geografiche dei Musei Vaticani di Roma

## Storia

### Antichità
Il ritrovamento di graffiti nella grotta di Tommasone, nella valle di San Giovanni (a sud dell'abitato), confermerebbe la presenza dell'uomo nel Paleolitico Superiore.
La presenza di un insediamento in epoca romana è dimostrata dalle fonti, che spesso menzionano una strada che collegava l'antica Teanum Apulum (San Paolo di Civitate) agli abitati di Civitella (San Nicandro Garganico), Avicenna (Carpino), Monte Civita (Ischitella) e Fara, nell'area di San Nicola Imbuti (Cagnano). Gli storici ipotizzano che tale via avesse un'importante funzione politico-commerciale per l'area del Gargano Settentrionale, oltre a quella di collegamento tra i vari municipia della zona.
Soprattutto nell'area al confine con il territorio di Carpino sono stati rinvenuti tombe e reperti paleocristiani.
È possibile, inoltre, che l'attuale monastero di San Nicola sia sorto proprio sulle rovine di un'antica villa romana.

### Medioevo

#### Alto Medioevo

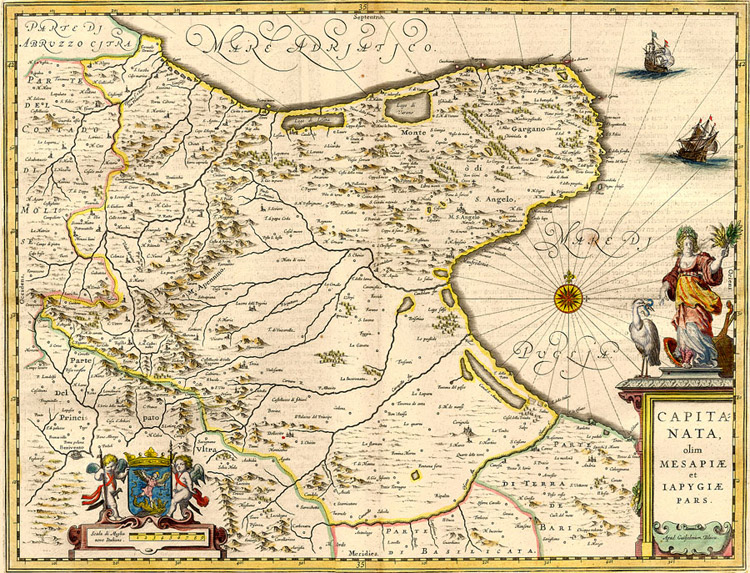
Antica mappa del Gargano

La leggenda collegherebbe l'origine di Cagnano alle sorti dell'antica città di Uria, cui fanno spesso riferimento Plinio e Strabone nel descrivere l'area dove oggi si trova il Lago di Varano, la cui sponda meridionale costituiva l'antica costa di un golfo.
Le fonti, invece, si limitano a documentare che, a partire dal V secolo le invasioni barbariche determinarono uno spopolamento dei centri abitati costieri del Gargano per ragioni sicurezza.
Tale spopolamento determinò la nascita di piccole comunità, i Casali, in luoghi più sicuri dell'entroterra, come quello in cui adesso si trova l'abitato di Cagnano.
I Bizantini, che dominarono a lungo tempo l'area, contribuirono a ravvivare i luoghi abbandonati ed i neonati casali, favorendo l'immigrazione dai Balcani e la ripresa economica dell'area.
Dopo i Bizantini, l'area fu soggetta al dominio dei Longobardi.
Le istituzioni familiari, politicamente e militarmente organizzate, stanziatesi nel territorio, finirono col rappresentare le prime tenute agricole, aventi, tra l'altro, la funzione di controllo del traffico nell'area del lago di Lesina e del lago di Varano, importantissimi visto la diffusione della pesca in acque lacustri in alto medioevo.
L'abitato si sviluppò, nella posizione attuale, in epoca normanna, quando vennero realizzati l'attuale Palazzo Baronale, allora fortezza, e una cinta muraria di cui oggi restano poche tracce.
Il documento più antico su Cagnano è un Diploma dei principi longobardi Landolfo I e Landolfo IV risalente al 969d.C. in cui si assegnava il feudo di Cagnano al Santuario di San Michele di Monte Sant'Angelo.

#### Basso Medioevo
Nel 1095 il feudo passò al conte Enrico, divenendo suffeudo del monastero di San Giovanni de Lama (oggi di San Matteo).
Nel 1177 divenne terra della regina Giovanna, moglie di re Guglielmo e figlia di Enrico II d'Inghilterra, di stirpe normanna.
Altri documenti, tra cui la Chartula offertionis del 1058, una sentenza del 1173 e una fonte relativa ai privilegi del re Guglielmo II (1176) e di Innocenzo III (1208), ben descrivono il tenimento di Cagnano. I suoi confini si estendevano dal porto di Sant'Andrea (Capojale) all'area circostante il lago, fino all'attuale territorio di Ischitella.
Durante la dominazione sveva e angioina il feudo di Cagnano rimase dipendente da Monte Sant'Angelo, mentre dal 1326 al 1492 il feudo appartenne alla famiglia Della Marra.

### Età moderna

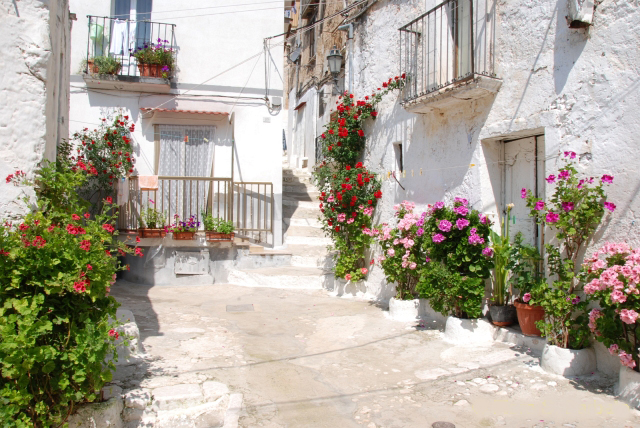
Particolare del centro storico

Nel 1492 Cagnano e Carpino passarono alla famiglia Di Sangro, ma nel 1497 il re Ferdinando II di Napoli le concesse a Troiano Mormille.
Nel 1526 il Sacro Regio Consiglio ordinò la vendita, per 38.000 ducati, del feudo di Cagnano e Carpino per soddisfare i creditori del feudatario Fabrizio Mormille ed il feudo fu acquistato da Antonio Loffredo, passò ai Nava nel 1596 e successivamente alla famiglia Vargas. Nel 1628 il feudo venne poi venduto a Giulia d'Aiello, suocera di Alfonso de Vargas, per 10.000 ducati.
Il disastroso terremoto del Gargano del 1646 causò il crollo completo di oltre una ventina di edifici (fra cui diverse chiese) ma, a differenza di molti altri centri garganici, a Cagnano Varano non vi furono vittime.
Gli ultimi signori feudali furono i Vargas-Cussavaglio nel 1732 ed infine i Brancaccio-Vargas.

### Età contemporanea
Nel 1806, con la cancellazione dei privilegi feudali da parte di Giuseppe Bonaparte, terminò il dominio feudale della famiglia Brancaccio-Vargas.
Con l'unificazione d'Italia, Cagnano divenne comune. Iniziò un periodo complesso per la cittadina, segnato da forti tensioni sociali legate ai repentini cambiamenti ed agli squilibri economici e sociali post-unitari, che sfociò in una violenta rivolta durante la quale persero la vita tre persone e furono registrati diversi feriti.

#### Novecento
(Maria Antonia Ferrante, Memorie di guerra dall'idroscalo)
Nel primo decennio del XX secolo l'area di San Nicola divenne demaniale e venne usata per contrastare gli attacchi aerei provenienti dalla marina austriaca, posizionata a Cattaro.
Durante la seconda guerra mondiale, il vicino lago di Varano venne trasformato in base d'appoggio per sommergibili e idrovolanti, utilizzati per le operazioni belliche in Adriatico. Cessato il conflitto, parte dei terreni passò a privati, talvolta usurpatori. Della zona militare, oggi, non restano che delle rovine inaccessibili.
Nel 1941 Cagnano fu oggetto di una violenta rivolta, condotta soprattutto dalle donne cagnanesi, spinte dalla miseria, dalla povertà a ribellarsi contro il podestà. Si recarono davanti l'allora municipio e tentarono di scacciare il podestà ed in seguito organizzarono un lungo corteo per le vie del paese.

### Simboli
Lo stemma e il gonfalone della comune di Cagnano Varano sono arricchiti da una simbologia evidentemente ispirata al territorio ed alla storia del comune.
Nel 1628 Alfonso de Vargas vendette il feudo di Cagnano a sua suocera, Giulia D'Aiello, per diecimila ducati e nel 1630 il feudo acquisì il titolo di ducato. Lo stemma di Cagnano venne attribuito proprio dalla famiglia d'Aiello. Rappresenta il bastone di San Cataldo, su un campo di azzurro.
Il Comune ha ottenuto ufficialmente il riconoscimento dello stemma e del gonfalone il 6 settembre 1935, con decreto del Capo del governo, oggi reca il capo di porpora, residuo del capo del Littorio che era presente in tutti gli emblemi concessi durante il regime fascista.
Il gonfalone è un drappo partito di bianco e di rosso.

## Monumenti e luoghi d'interesse
Principali luoghi di interesse sono la Grotta carsica di San Michele, il quartiere storico del Caùt con case scavate nella pietra, il palazzo baronale, l'idroscalo "Ivo Monti", la chiesa madre e i numerosi siti archeologici che rientrano nel suo territorio, oltre che, da un punto di vista naturalistico, il lago di Varano, la riserva naturalistica dell'isola di Varano e la valle di San Giovanni.

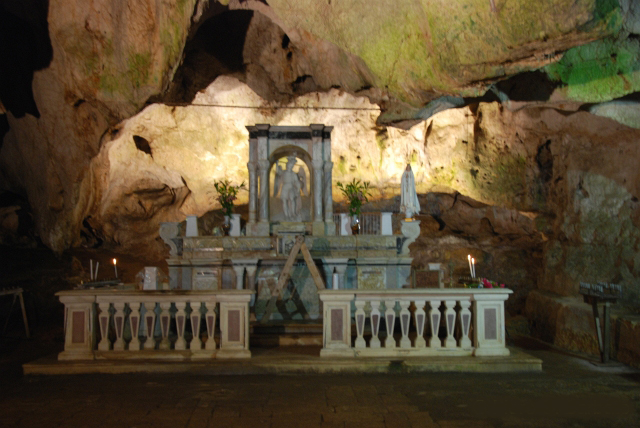
Altare di San Michele nella grotta

### Grotta di San Michele
Grotta di origine carsica che vanta frequentazioni risalenti al Paleolitico.
In questa grotta, secondo la leggenda, apparve san Michele Arcangelo a cui è dedicato l'altare maggiore posto in fondo alla grotta.
È per questo motivo che si fa collegare la consacrazione della grotta al periodo del culto micaelico nel Gargano, ma l'iconografia di molti affreschi dimostrerebbe la sua consacrazione già in epoca paleocristiana.
I particolari contenitori che raccolgono l'acqua che gocciola dal soffitto e gli altari minori sono dedicati a vari santi tra cui Santa Lucia, San Raffaele e la Santissima Annunziata;
Secondo la tradizione venne visitata sia da San Francesco che da San Pio. In omaggio al santo di Pietrelcina è stata impressa nella roccia calcarea la sua immagine.

### Architetture religiose
- Convento dei Padri Riformati Francescani: fondato nel XVIII secolo ma dalle fattezze ottocentesche. Fu sede del Municipio[17].
- Convento di San Francesco (XIII secolo), voluto da San Francesco e collocato su un crocevia commerciale importante, fungeva da stazione dei pellegrini provenienti dalla Grotta di San Michele[17].
- Chiesa di Santa Barbara 1920, situata in località San Nicola Imbuti ed edificata nel 1920 per permettere ai militari e civili presenti nell'area a causa dell'idroscalo di partecipare al culto religioso. La chiesa, con pianta a croce latina, è ora abbandonata[17].

#### Chiesa Madre Santa Maria della Pietà
Edificata fra XV e XVII secolo, si trova nella piazza antica dell'abitato.
L'esistenza di un luogo di culto in quel punto è documentata già nel 1325, mentre un documento conferma la consacrazione a Santa Maria della Pietà il 25 gennaio 1676 ad opera dell'allora arcivescovo Vincenzo Orsini, poi divenuto papa col nome di Benedetto XIII. La chiesa fu elevata a collegiata nel 1758.
La pianta è a croce latina e lo stile è barocco, con elementi neoclassico. È costituita da sei cappelloni e quindici finestroni. La volta è impreziosita da stucchi e decorazioni.
Al suo interno sono presenti antiche statue lignee raffiguranti San Pietro, San Paolo, san Michele Arcangelo e la Madonna dell'Assunta, oltre ad un'orchestra fisarmonica collocata sul pronao ed un coro ligneo risalente al 1783

#### Chiesa della Madonna di Loreto
Un tempo chiesetta rurale, oggi situata all'interno dell'abitato di Cagnano, venne edificata nel XVI secolo.
Sorge su un antico tratturo che collegava l'abitato di Cagnano al Lago di Varano. La leggenda vuole che sia stata fondata da alcuni pescatori

### Architetture civili

#### Caùt
Il Caùt costituiva l'intero nucleo abitativo di Cagnano fino al 1600, quando Cagnano cominciò ad espandersi verso l'attuale Corso Umberto I e la via Media (ora via Roma).
All'interno erano presenti due piazze: Largo Purgatorio, dove sorge il Palazzo Baronale, e Largo Chiesa, dove sorge la Chiesa Matrice. I due assi principali erano via Cannesi e via Ospedale. Protetto dalle mura medievali, era caratterizzato da 5 accessi (uno dei quali, ancora visibile, è l'Arco di San Michele).
La tipologia delle costruzioni è quella mediterranea-arabeggiante: è caratterizzato da vicoli stretti e acciottolati, con case bianche vicinissime, per ripararsi al meglio dai forti venti invernali.
La denominazione Caùt deriva dalla conformazione delle case che sembrano buchi (caùti) scavati nella roccia. Le case, infatti, sono generalmente costituite per metà da grotte e per metà da costruzioni in pietra saldata da pozzolana e calce. Tali case svolgevano la duplice funzione di abitazione e di stalla.

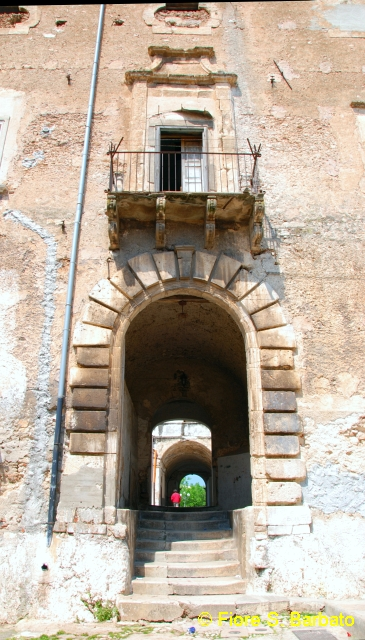
Palazzo Baronale, ingresso

Tra le tipiche case in stile mediterraneo, si trovano alcuni tra i palazzi più importanti:
- Palazzo Curatolo;
- Palazzo Giornetti;
- Palazzo dell'Ospedale;
- Palazzo Mendolicchio;
- Palazzo Petruzzelli;
- Palazzo Russo;
- Palazzo Sansone;
- Palazzo Sebastiani;
- Palazzo Tedeschi;

#### Palazzo Baronale
Conosciuto anche come il Casale. In origine era una fortezza, di origine normanna, ma intorno al XVIII secolo venne ristrutturato nella forma in cui è oggi visibile.
Le ristrutturazioni coincidono con la trasformazione del feudo in ducato e con la volontà del duca di occupare la parte più visibile nel centro storico, inglobando anche altre edificazioni esistenti.
Situato nella parte più alta dell'abitato, di cui un tempo costituiva il limite occidentale, a partire dal XIX secolo fu sede della segreteria comunale, del carcere e, fino al 1879 della prefettura.

#### Palazzo De Monte
Risalente al XVI secolo. Costruito appena al di fuori del caùt, su corso Giannone, si tratta di uno dei palazzi più antichi ancora visibili.
Venne abitato prima dalla famiglia de Monte, una famiglia di medici di origine settentrionale. Successivamente divenne sede della prefettura dal 1870 al 1872.
Da un punto di vista architettonico si eleva su 3 livelli ed è caratterizzato da un colonnato a 16 luci.

### Architetture militari
- Resti delle mura medievali, costruite in epoca medievale per proteggere l'abitato[15].
- Arco di San Michele (alto medioevale), una delle cinque porte del nucleo originario di Cagnano (Caut) e una delle poche testimonianze della cinta muraria medievale. È sormontato da un'edicola votiva dedicata a San Michele Arcangelo[30]

#### Idroscalo Ivo Monti
Base militare per idrovolanti, edificata a fine Ottocento dallo Stato Italiano nella località di San Nicola Imbuti. Il complesso doveva ospitare una scuola di pilotaggio per le squadriglie impiegate nel basso-medio Adriatico durante la prima guerra mondiale; e doveva fungere oltre che come punto di sosta e riparazioni, anche come punto di difesa dagli attacchi austriaci, specie quelli provenienti dalla base di Cattaro, in Jugoslavia.
Nel 1917 l'idroscalo della 254ª Squadriglia fu visitato dall'ammiraglio Paolo Thaon di Revel. In quel periodo nella struttura stazionavano gli ufficiali che compivano azioni di volo con gli L3. Successivamente, dopo un breve periodo di inutilizzo, i locali vennero risistemati e riutilizzati a partire dal 1936 e durante la seconda guerra mondiale quando divenne sede di una sezione di idrosoccorso con due Cant Z.506 Airone.

### Aree archeologiche
Lo studio dei siti archeologici di Cagnano manca di sistemicità e consiste in casuali ritrovamenti di reperti. Nei pressi della valle di San Giovanni e della valle di San Francesco, sono stati ritrovati reperti di scarso interesse archeologico: strumenti di selce, risalenti a varie epoche e trasportati a valle soprattutto dalle acque del torrente ‘'Correntino'’ (localmente fiumara). Altri reperti sono stati ritrovati nelle varie grotte nei pressi dell'altopiano e del Lago di Varano.
Tra i siti più rilevanti:
- Arena Daniele e Arena Giardenera, a sud-est dell'abitato, località presso cui si trovano degli ipogei paleocristiani;
- Bagno di Varano (poggio), dove si trova un ipogeo preistorico caratterizzato da tombe a bisaccia;
- Cava La Rena, a nord-est del Lago di Varano, con resti risalenti all'Età del bronzo;
- Grotta di San Michele, con resti risalenti al Paleolitico Musteriano;
- I Pannoni, a 4 km dall'abitato, con resti di epoca romana e alto-medievale;
- Piana di Cagnano e di Carpino (località Piano, San Pietro, Avicenna, con insediamenti romani e longobardi. L'area fu oggetto di scavi archeologici nel 1953;
- Pagliettola, a 4 km dall'abitato (nei pressi del sito di Vadojannina) con resti risalenti all'Età del bronzo;
- Romingero, a 4 km dall'abitato, con resti di epoca romana;
- San Nicola Imbuti, con resti di una fara longobarda, di una cellam e di un castrum risalenti all'XI secolo;
- Vadojannina (da Vadus Janus) con resti di epoca romana;
- Vadovina, a 2 km a Nord-Est dall'abitato, con resti del Paleolitico;
- Varano, un tempo Baranum, poi Bayrano, Barano e infine Varano (località Crocifisso di Varano), dove sorgeva probabilmente l'antica Uria.[31]

#### Agere in Coppa Castedd o Cast'ddara

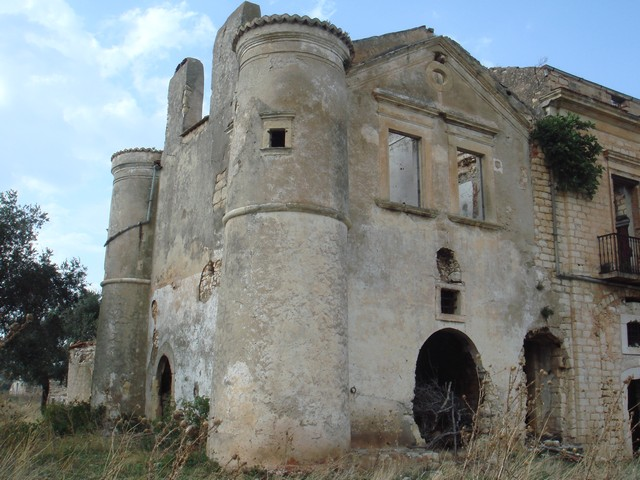
Masseria fortificata Forquet

In località Coppa Castedd (contrada Puzzone), si tratta di un poggio realizzato con spessi muri a secco (macere) di forma circolare, dal diametro di 60 metri, risalente all'età del bronzo, come confermato dai numerosi reperti ritrovati nell'area.
Secondo gli studiosi si tratterebbe di una struttura a funzione difensiva.

#### Grotta di Tommasone
Posta sul versante occidentale della valle di San Giovanni, è formata da due ambienti e presenta un'apertura rivolta a Sud.
La cavità più grande è costituita da un ambiente non molto profondo e circolare. Sul calpestio sono presenti grosse pietre, forse utilizzate nel passato dai pastori per ostruire parzialmente l'ingresso. Sulla parete destra sono presenti incisioni lineari risalenti al periodo dell'Epigravettiano e rappresentanti bastoncelli rettangolari disposti verticalmente e convergenti verso l'alto. Il significato di tali segni non è ancora conosciuto, ma è certa l'analogia con i segni rinvenuti in grotte del territorio di Vieste (Macchione, Ruggeri e Sfinalicchio) e del territorio di Apricena (Campo di Pietra) e con la tipologia di segni rinvenuti in numerose località italiane (tra Puglia, Liguria, Calabria e Sicilia.

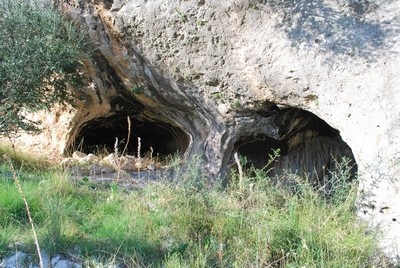
Grotta di Tommasone

L'altra cavità presenta graffiti, oltre che resti di ossa e frammenti di selce lavorata, fortemente cementificati in ammassi detritici eterogenei.
L'esame dei reperti trovati in quest'area, svolti dal Dipartimento di Archeologia dell'Università di Siene, porterebbe a indicare due distinti periodi di frequentazione umana del riparo: il primo durante il musteriano (simile al giacimento dei Piani di San Vito a Monte Sant'Angelo) e il secondo durante il Paleolitico Superiore.

#### I Pannoni
A pochi metri dalle rive del Lago di Varano e a 4 km dall'abitato di Cagnano Varano si trovano i "Pannoni", un complesso di grotte artificiali scavate nel tufo. All'interno sono stati ritrovati reperti che vanno dal V al VII secolo d.C. fino all'Alto Medioevo. Le grotte furono utilizzate dapprima come abitazioni, poi come luoghi di sepoltura, infine come magazzino per i pescatori.
La zona, probabilmente, è stata frequentata dall'uomo nel corso della Storia per la presenza di sorgenti: sono infatti presenti nella roccia tracce di palificazioni, segno della presenza di un villaggio rupestre. Alcune cavità suscitano interesse per la metodologia usata per scavare la roccia, con l'utilizzo di una particolare piccozza che permetteva di tagliare grossi blocchi di tufo, poi spostati a braccia sulla riva del lago. Fino agli anni cinquanta nella stessa zona erano visibili i segni di un ipogeo funerario paleocristiano distrutto con l'ampliamento dell'adiacente tufara.

#### Vadovina
Giacimento del Paleolitico Inferiore scoperto nel 1980 a 2 km a nord-est dall'abitato. Vadovina deriva dal latino vadus e ovis: passaggio delle pecore.
I primi studi risalgono al 1993 e riguardano oltre 1200 reperti raccolti dagli studiosi dell'Istituto Paletnologico di Siena, primo ritrovamento del genere in tutta l'area del Gargano.
Tali reperti consistono in ciottoli scheggiati risalenti ad un periodo compreso tra settecentomila e un milione di anni fa (Homo erectus) e strumenti del Paleolitico Inferiore (Acheuleano) verso la laguna, (fortemente alterati), ma soprattutto reperti del Paleolitico Medio Musteriano.

### Aree di interesse naturalistico

#### Lago di Varano
È il maggiore lago (ma più propriamente laguna) costiero italiano, oltre ad essere il settimo lago della penisola e il più grande dell'Italia meridionale, con una superficie di 60,5 km.
Da un punto di vista faunistico, l'avifauna risulta essere molto ricca, così come la flora, caratterizzata da vari tipi di canne, ninfee e macchia mediterranea.

#### Isola di Varano
Conosciuta anche come istmo di Varano. Divide il Lago di Varano dal Mare Adriatico e si estende tra il canale di Capojale ed il canale di Foce Varano per oltre 5 km. Dista 6–7 km dalla riva meridionale del Lago di Varano
La flora è caratterizzata da pini, eucalipti e macchia mediterranea.
Istituita nel 1977, è una riserva naturale integrale, e occupa un'area di 145 ettari
Nell'area, compresa tra il territorio di Cagnano e di Ischitella nel 2009 si spiaggiarono sette capodogli per cause non ancora accertate

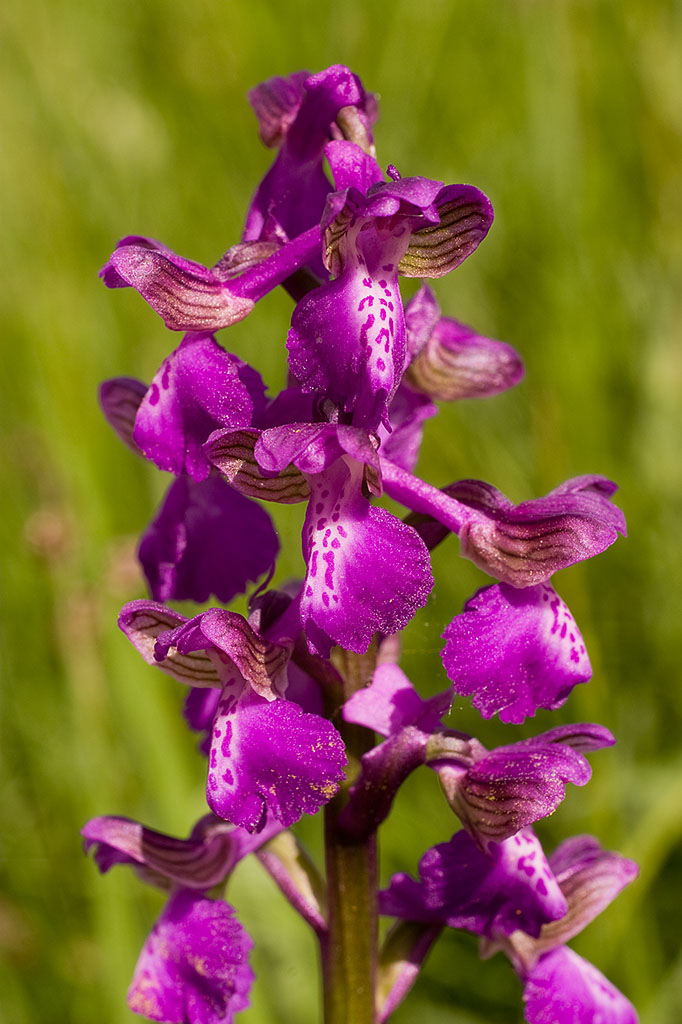
Orchis Morio, orchidea molto presente nella valle di San Giovanni

#### Valle di San Giovanni
Situata pochi chilometri a Sud dell'abitato viene considerata come una delle valli più imponenti del Gargano. Lo storico Michelangelo Manicone, nel 1807 così la descriveva:
(Michelangelo Manicone, Fisica Appula, 1807)
Il paesaggio è impervio, caratterizzato, come tutto il territorio di Cagnano e del Gargano, da fenomeni carsici, evidenti dalla caratteristica ciottolosa del fondo valle.
L'area si estende per oltre 3 km a sud dell'abitato, per poi biforcarsi in due valli (Valle dei Fedeli e Valle del Mascione) nei pressi della contrada Grinavecchia.
La flora è quella tipica del Gargano: presenti l'aubrezia di colonna (Aubretia columnae), l'enula candida (Inula verbascifolia), numerose specie di orchidee (italica, quadripunctata, morio, tenthredinifera, bombyliflora, Orchis anthropophora) e la rara Campanula garganica.
Da un punto di vista faunistico, l'area è popolata dalla poiana(Buteo buteo), dal gheppio (Falco tinnunculus) e da barbagianni (Tyto alba) e da esemplari di corvo imperiale (Corvus corax). Presenti anche numerosi rettili, tra cui il saettone (Zamenis longissimus), il cervone (Elaphe quatuorlineata), il biacco (Hierophis viridiflavus) e la vipera (Vipera aspis francisciredi).

## Società

### Evoluzione demografica
Abitanti censiti

L'entità demografica di Cagnano non fu consistente fino al XV secolo. In quel periodo contava solo 325 abitanti (era uno degli abitati più piccoli della zona)

### Dati occupazionali
Cagnano è al 7594º posto su 8094 comuni italiani per tasso di occupazione.
| Dati occupazionali      | (fonte UrbISTAT 2010)   |
| ----------------------- | ----------------------- |
| Tasso di attività       | 34,1% (Italia: 48,25% ) |
| Tasso di occupazione    | 39,5% (Italia: 57,80% ) |
| Tasso di disoccupazione | 13,2% (Italia: 8,40% )  |

### Etnie e minoranze straniere
Secondo i dati ISTAT al 31 dicembre 2016 i cittadini stranieri residenti a Cagnano Varano erano 148. La nazionalità maggiormente rappresentata era quella rumena con 83 cittadini residenti.

## Cultura

### Istruzione

#### Biblioteche
- Biblioteca Comunale, in corso Giannone, aderente al sistema bibliotecario provinciale[40]
- Biblioteca Comunale in via Dante, aderente al progetto Aracne con sale lettura, punti d'accesso multimediali, internet point[41]

### Cucina
La particolare posizione geografica di Cagnano, stretto fra le aree boschive del promontorio garganico e il lago salmastro di Varano, da sempre impiegato per la mitilicoltura e la pesca all'anguilla, si riflette nei suoi piatti tipici.
Piatti tipici cagnanesi sono, infatti:
- Primi piatti
  - Sugo di Capitone;
  - Orecchiette con brasciolette;
  - Tiella di riso e cozze
- Secondi piatti
  - Capitone alla griglia, al forno o alla brace;
  - Sinipi, alici fresche soffritte, condite con verdura lessa;
  - Cozze ripiene al sugo
  - Frittata di asparagi
- Dolci
  - Pizzarelle
  - Palomme con o senza vincotto: taralli intrecciati (oppure cestelli, colombe) preparati con farina, zucchero, uova e lievito, ricoperti con glassa bianca e confettini colorati[17][42]

## Geografia antropica

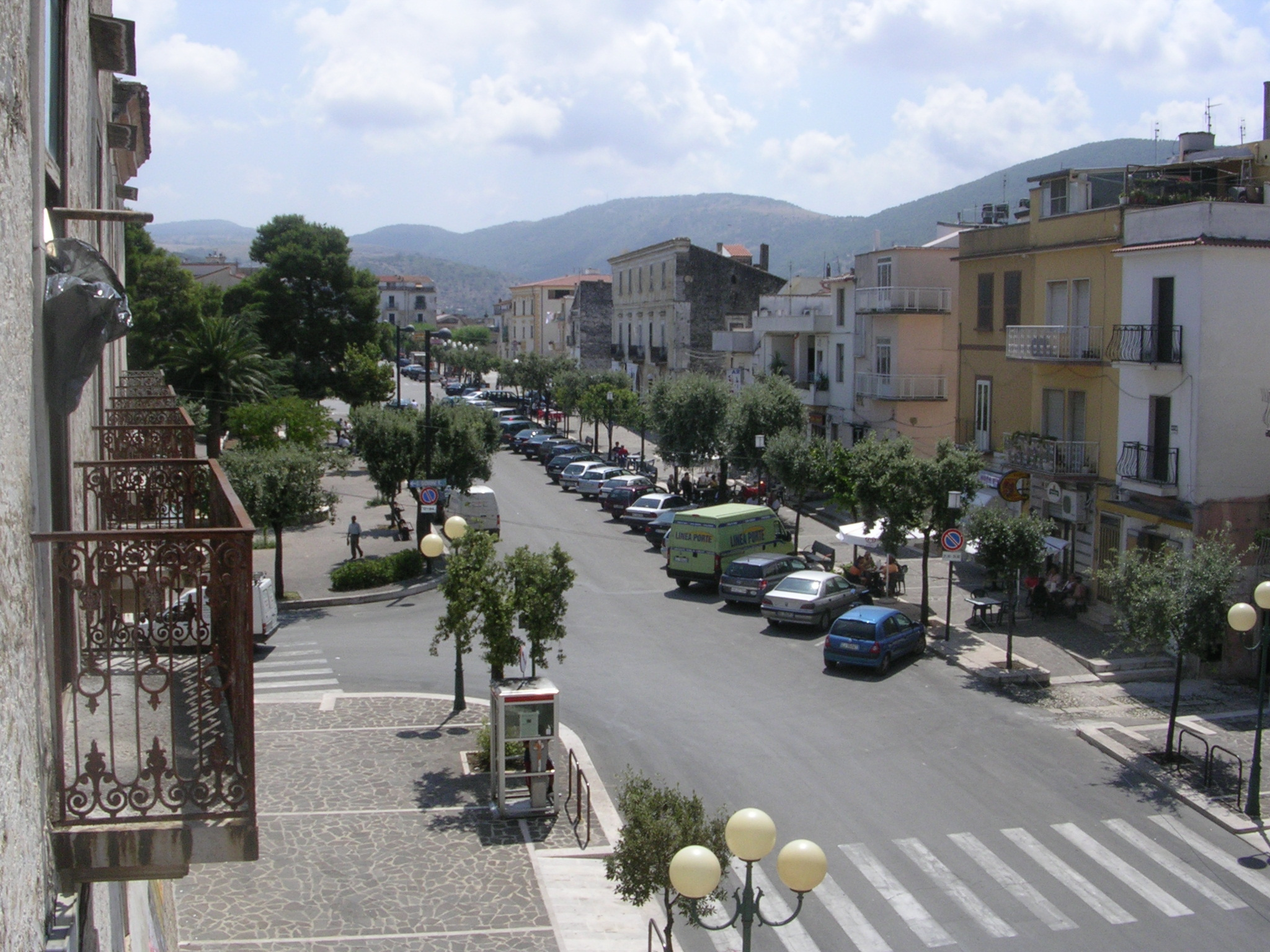
Corso Giannone

### Urbanistica

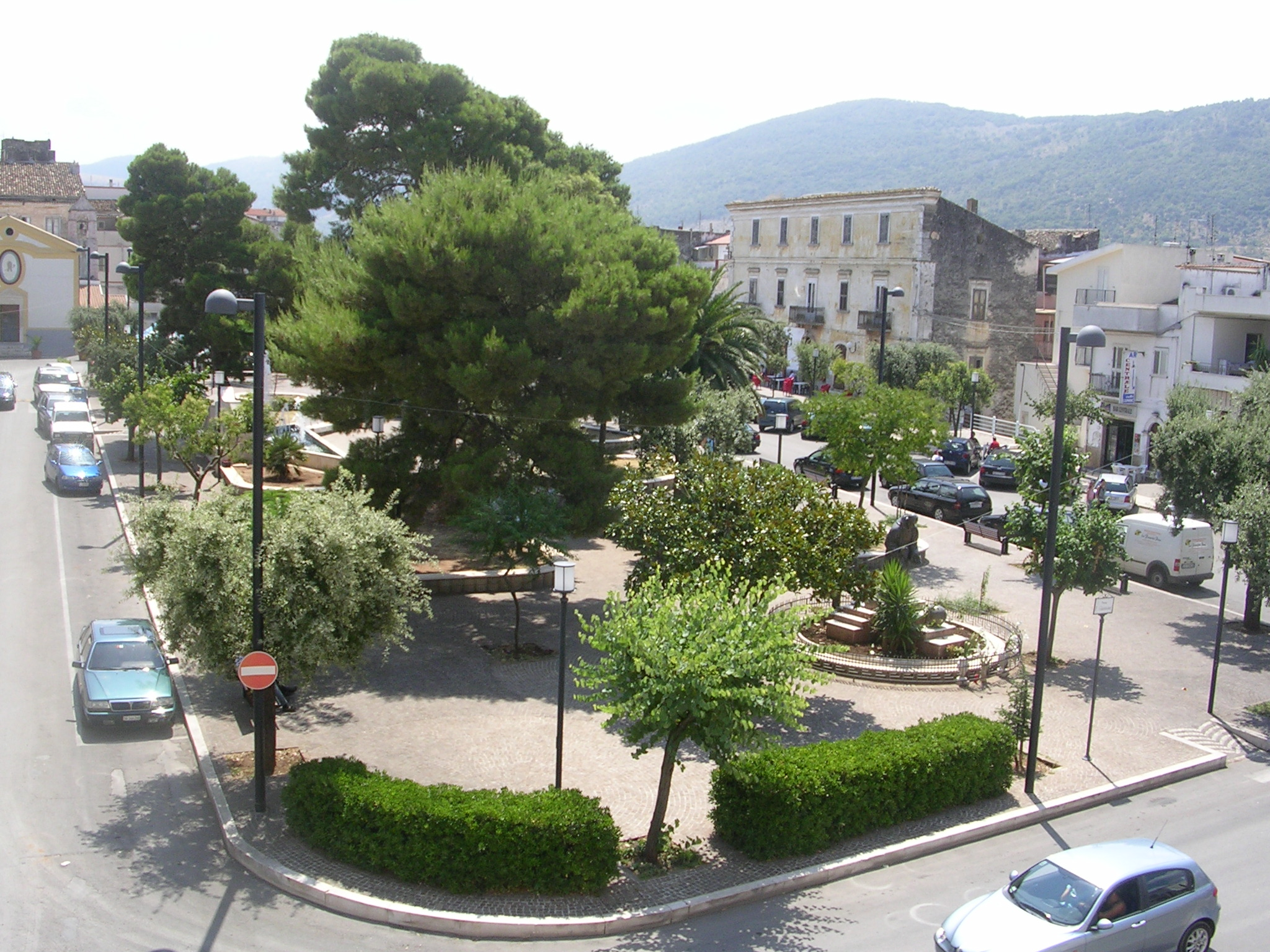
Piazza Padre Pio

L'abitato sorge su un'altura ed è delimitato a Sud dalla via dei Pozzi e ad est dal vallone di San Francesco. Il nucleo storico, d'origine normanna, era originariamente protetto da una cinta muraria, di cui oggi rimangono pochissime tracce. Gli edifici attualmente esistenti risalgono al periodo compreso tra il XVII ed il XVIII secolo e si collocano tutti attorno all'ex fortezza normanna, poi palazzo baronale, conosciuta come il Casale.
L'espansione dell'abitato avvenne lungo le pendici meridionali dell'altura su cui sorge, seguendo le direttrici di Corso Roma e Corso Umberto I, primo tratto dell'attuale corso Giannone
A confermarlo è un dattilografato dell'Ottocento, il quale conferma che l'abitato di Cagnano era costituito da piccoli caseggiati che sorgevano ai due lati del corso principale, la cui ampiezza e rettilineità era motivo di vanto per i cagnanesi oltre che su via Mercato, a nord e sulla Coppa, la parte più alta dell'altura su cui sorge il paese.
La distribuzione delle abitazioni, che nel centro storico a prima vista sembrerebbe casuale, segue una precisa disposizione per favorire il deflusso delle acque piovane e delle acque di scarto verso valle. La vicinanza delle abitazioni e la larghezza minima dei vicoli furono la risposta al problema dei venti invernali provenienti dal mare.
Anche la scelta della posizione non è incidentale: la pendenza dell'altura su cui sorge l'abitato permette a tutte le case di essere maggiormente esposte al sole mitigando in tal modo il rigido freddo invernale. Lo svantaggio del caldo estivo è attenuato dalla pittura a calce bianca delle facciate delle case.

### Frazioni
Le frazioni di Cagnano Varano sono:
- Capojale: nei pressi dell'omonimo canale di collegamento tra il Lago di Varano e l'Adriatico che funge anche da porto.
- Bagno di Varano:
- San Nicola Imbuti: località storica di Cagnano, sede di una cellam (chiesa) benedettina dal XII secolo al XVIII secolo[17]. Nell'Ottocento divenne sede dell'idroscalo "Ivo Monti", ancora visibile benché inaccessibile. Nell'area è presente anche la Chiesa di Santa Barbara[17];

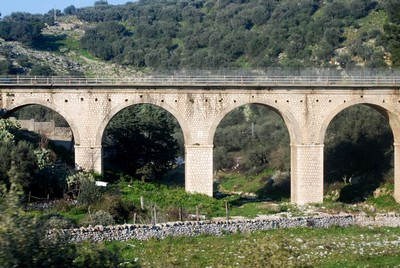
Ponte a 5 luci, di epoca fascista

#### Altre località del territorio
- Coppa Castedd (località Puzzone), tra la frazione di Bagno e la Grotta di San Michele e a 600 metri dal Lago di Varano[17]. In tale località sorge la Cast'ddara[17]
- Puzzacchio, nei pressi dell'omonima sorgente nei pressi del Lago di Varano[17]. In tempo era un importante centro di raccolta e vendita del pesce, come testimonia un documento[45] del 1678. Nell'area è presente anche uno degli ultimi esemplari di casa con tetto a punta, per fare uscire i fumi del camino, tipiche della zona. Oggi buona parte dell'area è di proprietà privata[17].
- Vasantagna (vallone Dant'Angelo), dove fino alla prima metà del Novecento insisteva un'area per la macerazione del lino. Nelle vicinanze sorge la Grotta di San Michele

## Economia
L'economia del paese, tradizionalmente connessa con la pastorizia, l'agricoltura, la pesca e la miticoltura, in anni recenti è interessata anche dallo sviluppo turistico, connesso principalmente con i mesi estivi.

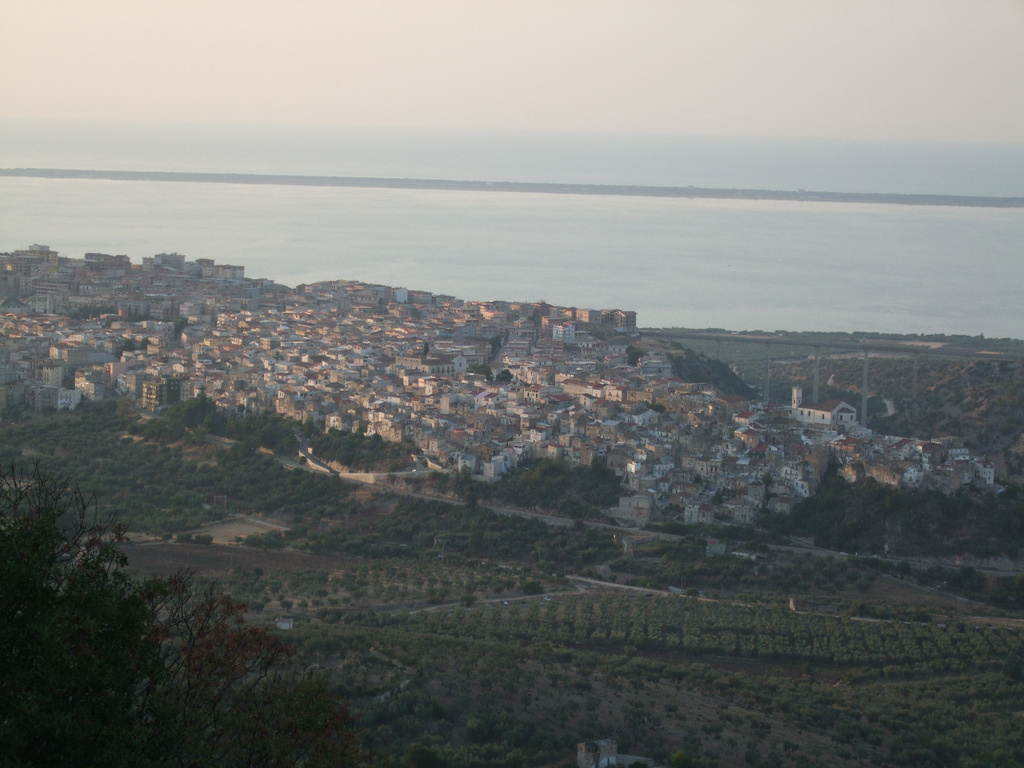
Vista di Cagnano Varano e del Lago di Varano

Le imprese di Cagnano operano prevalentemente nel settore dell'agricoltura e della pesca:

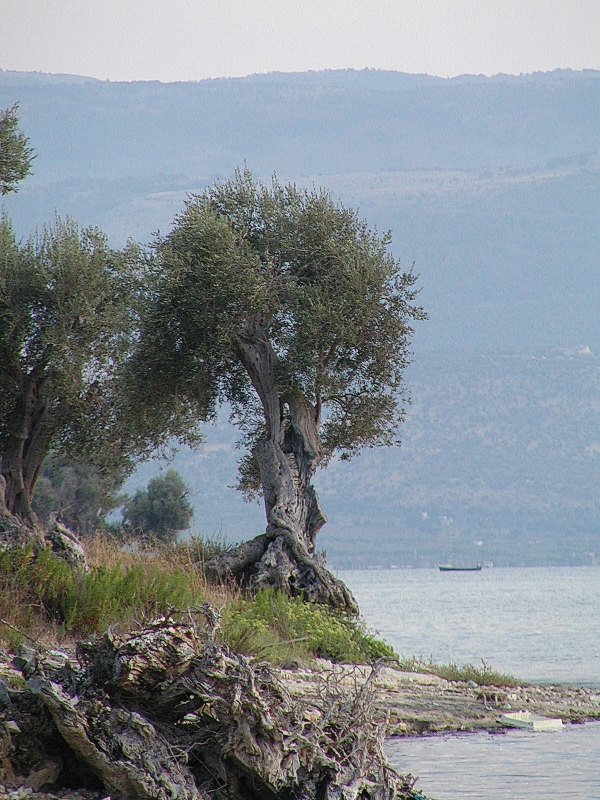
Un ulivo secolare sulla sponda meridionale del Lago di Varano

| Agricoltura e pesca     | 31,4% |
| Attività manifatturiere | 10,8% |
| Edilizia                | 17,3% |
| Commercio               | 27,0% |
| Alberghi e ristoranti   | 4,2%  |
| Servizi                 | 2,7%  |
| Trasporti               | 2,3%  |
| Attività finanziarie    | 1,1%  |
| Altre attività          | 3,2%  |

### Agricoltura
Il territorio di Cagnano si presta nella sua parte pianeggiante alla cerealicoltura, mentre nelle sue alture alla olivicoltura (come dimostrato dal ritrovamento di un'antica macina in contrada Fiumicello) e al pascolo (prevalentemente di ovini).
La zona montuosa più a sud, invece, è ricoperta da foreste, in passato più rigogliose, sfruttate per la produzione di legname.

#### Olivicoltura
L'olivicoltura, in queste aree, risale all'epoca classica. In quel periodo, infatti, il Lago di Varano era ancora un golfo e questo influiva sulla qualità della produzione. I resti ritrovati nelle aree prossime al lago sembrerebbero far risalire l'importazione di tale coltura da parte dei Greci. Sicuramente venne esercitata in epoca romana.
Notizie più certe si hanno, invece, sul primo innesto di oleastri del 1743 ad opera del duca di Cagnano e principe di Carpino Luigi Brancaccio.
L'olivicoltura decollò a metà del XIX secolo, grazie soprattutto alla manodopera, massiccia, quasi esclusivamente femminile.
Fino a metà del Novecento Cagnano esportava il proprio olio in tutto il territorio nazionale e venne più volte premiata durante le esposizioni oliologhe di Milano. Fu, inoltre, uno dei primi comuni della provincia a dotarsi di moderni stabilimenti per la molitura delle olive. I sei oleifici a corrente elettrica e i due a trazione animale di cui si ha notizia agli inizi degli anni settanta, chiuderanno negli anni Novanta, costringendo i Cagnanesi a portare fuori le proprie olive.

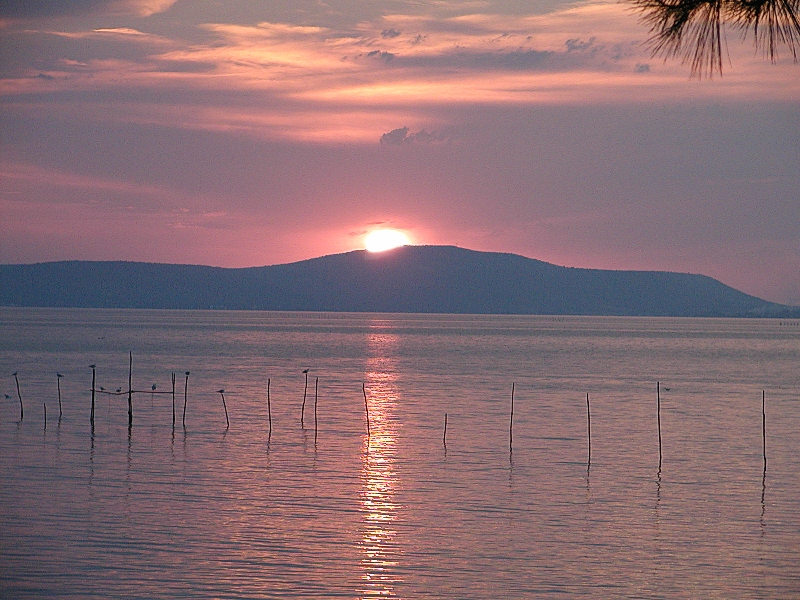
Sistemi di pesca nel Lago di Varano

### Pesca
Cagnano è tra i primi produttori europei di cozze. Altrettanto fiorente è l'allevamento dei capitoni presso l'idroscalo di San Nicola, uno dei più attivi d'Italia, e la pesca di spigole e anguille.
Nel 2009 la Regione Puglia ha riconosciuto, mediante il regolamento sulla pesca e la molluschicoltura nel Lago di Varano, due specie di vongole (Tapes decussatus e Tapes philippinarum) come autoctone del lago di Varano, avviandone la commercializzazione.

## Infrastrutture e trasporti

### Strade
- Strada statale 89 Garganica (San Severo - Vieste - Foggia)
- Strada statale 693 dei Laghi di Lesina e Varano, ex "SSV del Gargano" (A14- Vico del Gargano)
- SP 41 (San Nicandro Garganico - Stazione di Ischitella)
- SP 42 Casa Metilde - Capojale)
- SP 43 (Cagnano Varano - San Giovanni Rotondo)
- SP 46 (Cagnano Varano - Lago di Varano)

### Ferrovie
La stazione di Cagnano Varano è situata a 300 metri dal centro. È posta sulla ferrovia San Severo-Peschici, gestita dalle Ferrovie del Gargano.

### Porti
Presso il porto di Capojale, nell'omonima frazione, ormeggiano prevalentemente pescherecci.

## Amministrazione
Di seguito è presentata una tabella relativa alle amministrazioni che si sono succedute in questo comune.
| Periodo           | Periodo           | Primo cittadino             | Partito                     | Carica              | Note   |
| ----------------- | ----------------- | --------------------------- | --------------------------- | ------------------- | ------ |
| 28 agosto 1988    | 9 luglio 1992     | Matteo Di Nauta             | Democrazia Cristiana        | Sindaco             | [ 49 ] |
| 9 luglio 1992     | 18 gennaio 1993   | Pasquale Santamaria         |                             | Comm. straordinario | [ 49 ] |
| 10 febbraio 1993  | 17 novembre 1997  | Nicola Elia Tavaglione      | Partito Socialista Italiano | Sindaco             | [ 49 ] |
| 17 novembre 1997  | 28 maggio 2002    | Nicola Elia Tavaglione      | lista civica                | Sindaco             | [ 49 ] |
| 28 maggio 2002    | 10 marzo 2004     | Giuseppe Giovanni Di Pumpo  | Casa delle Libertà          | Sindaco             | [ 49 ] |
| 10 marzo 2004     | 5 aprile 2005     | Pasquale Santamaria         |                             | Comm. straordinario | [ 49 ] |
| 5 aprile 2005     | 30 marzo 2010     | Nicola Elia Tavaglione      | centro-sinistra             | Sindaco             | [ 49 ] |
| 30 marzo 2010     | 14 giugno 2015    | Nicola Elia Tavaglione      | lista civica                | Sindaco             | [ 49 ] |
| 14 giugno 2015    | 21 Settembre 2020 | Claudio Costanzucci Paolino |                             | Sindaco             | [ 49 ] |
| 21 Settembre 2020 |                   | Michele Di Pumpo            |                             | Sindaco             | [ 49 ] |

## Sport
La squadra di calcio è il Cagnano Calcio, in prima categoria

### Impianti sportivi
- Campo comunale "Contrada Puzzone": impianto destinato al calcio, sorge nella contrada Puzzone È un impianto regolamentare secondo le norme FIGC di categoria, le dimensioni del campo di gioco sono 100×60 metri ed il fondo è in terra stabilizzata; può accogliere circa 200 spettatori[51].
- Campo di tennis comunale "Aldo Moro": impianto destinato al tennis, nei pressi del centro cittadino. È un impianto regolamentare secondo le norme FIGC di categoria, le dimensioni del campo di gioco sono 36×18 metri ed il fondo è in cemento[51]. Mai terminato.
- Palazzetto dello sport Maresciallo maggiore dei carabinieri Vincenzo Carlo Di Gennaro (Pala Di Gennaro) : campo destinato alla pallacanestro, situato nei pressi del centro cittadino è un impianto regolamentare secondo le norme FIBA. Le dimensioni del campo da gioco sono 15 x 28 metri ed il fondo è in parquet. Nella stagione 2018/19 è stato disputato il campionato under 15 con la "Varansport" (nome della squadra del paese) classificatasi seconda nella fase regionale

### Web
- Cagnano Fan Club, Cagnano Varano, breve parentesi storica.
- Comuni-Italiani.it, Comune di Cagnano Varano, su comuni-italiani.it. URL consultato il 17 luglio 2012.
- Comunità montana del Gargano, I comuni della Comunità, su comunitamontanagargano.it. URL consultato il 17 luglio 2012 (archiviato dall'url originale il 31 luglio 2012).
- CONI Puglia, Gli impianti di Foggia e provincia (PDF), su conipuglia.it. URL consultato il 20 luglio 2012 (archiviato dall'url originale il 20 gennaio 2012).
- Leonarda Crisetti, San Nicola Imbuti sul Varano... un luogo della memoria da salvare, su Mondi Medievali, microstorie. URL consultato il 19 luglio 2010.
- Leonarda Crisetti, Cagnano Varano, cenni storici, su lcrisetti.wordpress.com, 29 dicembre 2007. URL consultato il 21 settembre 2012.
- Leonarda Crisetti, Donne garganiche, su crisetti.spaces.live.com. URL consultato il 23 luglio 2010.
- Leonarda Crisetti, “La raccolta non più donna”, testo del documentario di Leonarda Crisetti, su lcrisetti.wordpress.com. URL consultato il 17 settembre 2012.
- Demo ISTAT, Statistiche demografiche, su demo.istat.it, 2010. URL consultato il 17 luglio 2012 (archiviato il 22 giugno 2013).
- LaProvinciadiFoggia.it, Cagnano Varano. Storia, su laprovinciadifoggia.it. URL consultato il 17 luglio 2012.
- Parco Nazionale del Gargano, Identikit comuni. Cagnano Varano, su parcogargano.gov.it. URL consultato il 1º aprile 2013 (archiviato dall'url originale il 5 marzo 2016).
- Maurizio Scirocco, La natura e la storia di una valle dimenticata [collegamento interrotto], su CagnanoVarano.org, 11 aprile 2008. URL consultato il 20 luglio 2012.
- Valerio Tenace, Cagnano Varano. Le origini del centro storico [collegamento interrotto], su CagnanoVarano.org, 6 dicembre 2008. URL consultato il 20 luglio 2012.
- Viaggiare in Puglia, Cagnano Varano. Parco archeologico "I Pannoni", su CagnanoVarano.org, 4 luglio 2012. URL consultato il 20 luglio 2012.

### Pubblicazioni
- Leonarda Crisetti, I centocinquant’anni dell’unità d’Italia. “Cagnano: l’ultima fiammata borbonica” (DOC), settembre 2010,  p. 6, ISSN non esistente. URL consultato il 20 luglio 2012 (archiviato dall'url originale il 4 marzo 2016).
- Saverio Serlenga, Roberta De Iulio, Cagnano Varano. Grotta di San Michele, in Itinerari segreti. Alla scoperta del Parco Nazionale del Gargano, Foggia, Claudio Grenzi Editore, luglio 2000, ISSN non esistente.